# Otto Keunecke
Heinrich Conrad Otto Keunecke (* 9. Oktober 1882 in Vallstedt; † 20. Februar 1962 in Thune) war ein deutscher Landwirt und Politiker (DDP).

## Leben
Otto Keunecke wurde als Sohn eines Anbauers und Schmiedemeisters geboren. Nach dem Besuch der Höheren Schule in Braunschweig erlernte er das väterliche Handwerk, bestand die Meisterprüfung und arbeitete anschließend als Schmiedemeister. Darüber hinaus betätigte er sich als Landwirt, gehörte dem Kirchengemeinderat von Wenden-Thune an und war Mitglied im Vorstand der Landwirtschaftskammer Braunschweig.
Keunecke trat während der Zeit der Weimarer Republik in die DDP ein und war von 1922 bis 1930 Abgeordneter des Braunschweigischen Landtages. Von 1929 bis 1933 war er Gemeindevorsteher von Thune.
Nach der Machtübernahme der Nationalsozialisten wurde Keunecke seiner Ämter enthoben und zeitweise inhaftiert.
Nach 1945 fungierte er als Direktor der Abteilung für Landwirtschaft und Forsten im Braunschweigischen Staatsministerium.
Otto Keunecke war seit 1903 mit Marie Adele Hermine, geborene Kalberlah, verheiratet und hatte zwei Kinder, eine Tochter und einen Sohn, Otto Albert Gustav Keunecke. 